# Río Sosná
El río Sosná (del ruso: Соснá) es un río localizado en la parte meridional de la Rusia europea, uno de los afluentes del río Don en su curso alto. Su longitud total es de 296 km y su cuenca drena una superficie de 17.400 km² (un poco menor que Kuwait).
Administrativamente, el río discurre por el óblast de Oriol y el óblast de Lípetsk de la Federación de Rusia.

## Geografía
El río Sosná tiene su fuente en la parte meridional del óblast de Oriol, muy próximo a la localidad de Provovskoe y unos 65 km al Suroeste de la ciudad de Oriol (333 310 hab. en 2002). El río discurre primero en un corto tramo en dirección sur, para girar luego cerca de Kolpny hacia el este. Luego el río describe un par de amplias curvas, una hacia el norte y otra hacia el sur, manteniendo el rumbo este: en la primera de ellas recibe por la derecha, procedente del Sur, al río Tim; al inicio de la segunda, le llega por el izquierda, desde el Norte, el río Ljubovsa. Sigue hacia el Este, pasando al poco por la ciudad de Livny (52.841 hab.) recibiendo luego, por la derecha, al río Ksjen (130 km) y llegando a continuación a Uspénskoe. 
Abandona unos kilómetros más abajo el óblast de Oriol para adentrarse por la parte centrooccidental en el óblast de Lípetsk. Recibe por la izquierda al río Olym (151 km y una cuenca de 3.090 km²) y llega a la pequeña localidad de Chernava y luego a Yeléts (116.726 hab.), la principal ciudad de su curso.  Luego desemboca en el río Don por la derecha, a unos 40 km aguas arriba, al Norte, de la ciudad de Zadonsk (10.500 hab.).
El río Sosná es alimentado principalmente por el deshielo. Está congelado de mediados de diciembre hasta finales de marzo/principios de abril, con una subida muy importante de sus aguas en abril y mayo.